# Cyphostemma pruriens
Cyphostemma pruriens är en vinväxtart som först beskrevs av Friedrich Welwitsch och John Gilbert Baker, och fick sitt nu gällande namn av Descoings.. Cyphostemma pruriens ingår i släktet Cyphostemma och familjen vinväxter. Inga underarter finns listade i Catalogue of Life.